# Kärlekens XYZ
Kärlekens XYZ ("L'XYZ de l'amor") és una pel·lícula educativa sexual sueca de 1971 dirigida per Torgny Wickman. És una seqüela de les dues pel·lícules Ur kärlekens språk (1969) i Mera ur kärlekens språk (1970). El 1973 les tres pel·lícules es van editar juntes en una nova pel·lícula, Det bästa ur Kärlekens språk-filmerna ("El millor de les pel·lícules Language of Love").

## Repartiment
- Maj-Briht Bergström-Walan
- Leif Silbersky
- Inge Hegeler
- Sten Hegeler
- Joachim Israel
- Ola Ullsten
- Birgitta Linnér
- Rune Pär Olofsson
- Lars Engström
- Göran Bergstrand
- Tommy Hedlund
- Arne Mellgren
- Göran Hallberg
- Rune Hallberg
- Kim Anderzon
- Seth Nilsson
- Bent Rohweder
- Sven Olof Erikson
- Axel Segerström